# L'appartement
L'appartement är en fransk-italiensk-spansk dramakomedi från 1996 i regi av Gilles Mimouni.

## Utmärkelser
Filmen vann ett BAFTA Award för bästa film (icke-engelskspråkig) 1998.

## Rollista i urval
- Vincent Cassel - Max
- Romane Bohringer - Alice
- Monica Bellucci - Lisa
- Jean-Philippe Écoffey - Lucien
- Sandrine Kiberlain - Muriel
- Olivier Granier - Daniel